# 伊頓廣場

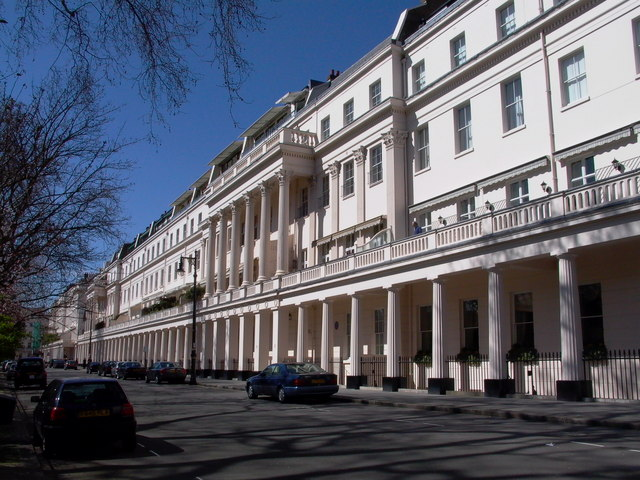
伊頓廣場

位於貝爾格萊維亞（Belgravia）的伊頓廣場（Eaton Square）是倫敦最貴的住宅地段之一，平均房價超過1,700萬英鎊（約1.75億港元），是不少影星、政商名流的住所，這些名人住戶中就曾包括英國前首相戴卓爾夫人和影星辛康納利。 （页面存档备份，存于）
伊頓廣場為一座2.5公頃位於倫敦市中心的矩形私人花園廣場，與倫敦城外最貴的1條街相較，伊頓廣場的平均房價高了超過3倍之多，除去倫敦，全英最貴的1條街是位於倫敦西南方薩里郡的Camp End，平均房價520萬英鎊。分析師表示，這個地段除了可以看到眾多歷史古蹟，包括海德公園和白金漢宮，還有眾多世界級豪宅，而且便利性高、離商業娛樂中心不遠，可步行至世界知名購物勝地哈洛德百貨公司。 （页面存档备份，存于）
現行業主之一是香港富豪劉鑾雄，2009年買入，是一幢獨立屋，前身用作比利時大使館。面積10,710平方呎，樓高5層，有6個房，設置私人戲院、升降機、健身室、泳池、蒸氣浴室、按摩浴池、馬房、地庫等。客廳連花園，玻璃天幕。

## 相關
- 倫敦海德公園一號（One Hyde Park）

## 住客/鄰居
- 辛·康納利
- 內維爾·張伯倫
- 克萊門斯·梅特涅
- 約阿希姆·馮·里賓特洛甫
- E·F·L·伍德，第一代哈利法克斯伯爵
- 斯坦利·鮑德溫
- 喬治·索羅斯
- 亨利·休斯·威爾遜
- 盛世廣告公司聯席創辦人Charles Saatchi
- 英超車路士班主阿伯拉莫域
- 劉鑾雄
- Charles Chichung Yves Wang